# Phasia triangulata
Phasia triangulata là một loài ruồi trong họ Tachinidae.